# Tratado de Troyes (1564)
Para el acuerdo del mismo nombre firmado en 1420, véase tratado de Troyes.
El tratado de Troyes de 1564 fue un acuerdo de amistad, paz y comercio celebrado entre Inglaterra y Francia, que junto con la Paz de Cateau-Cambrésis marcó el final de los enfrentamientos habidos entre ambas potencias durante la primera mitad del siglo XVI.

## Antecedentes

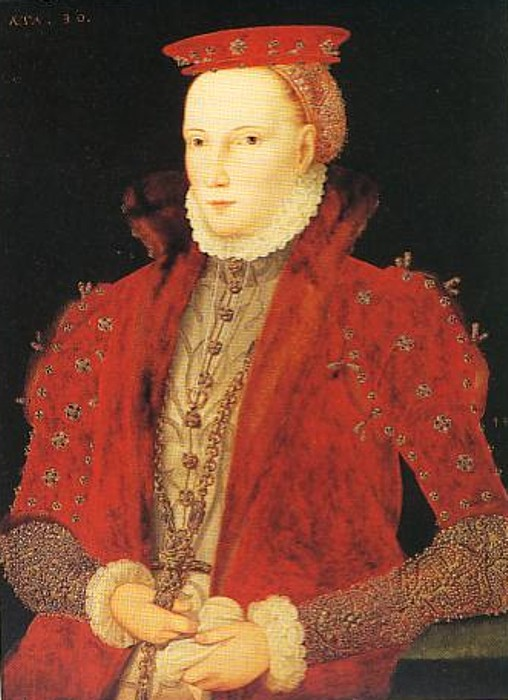
Isabel I de Inglaterra

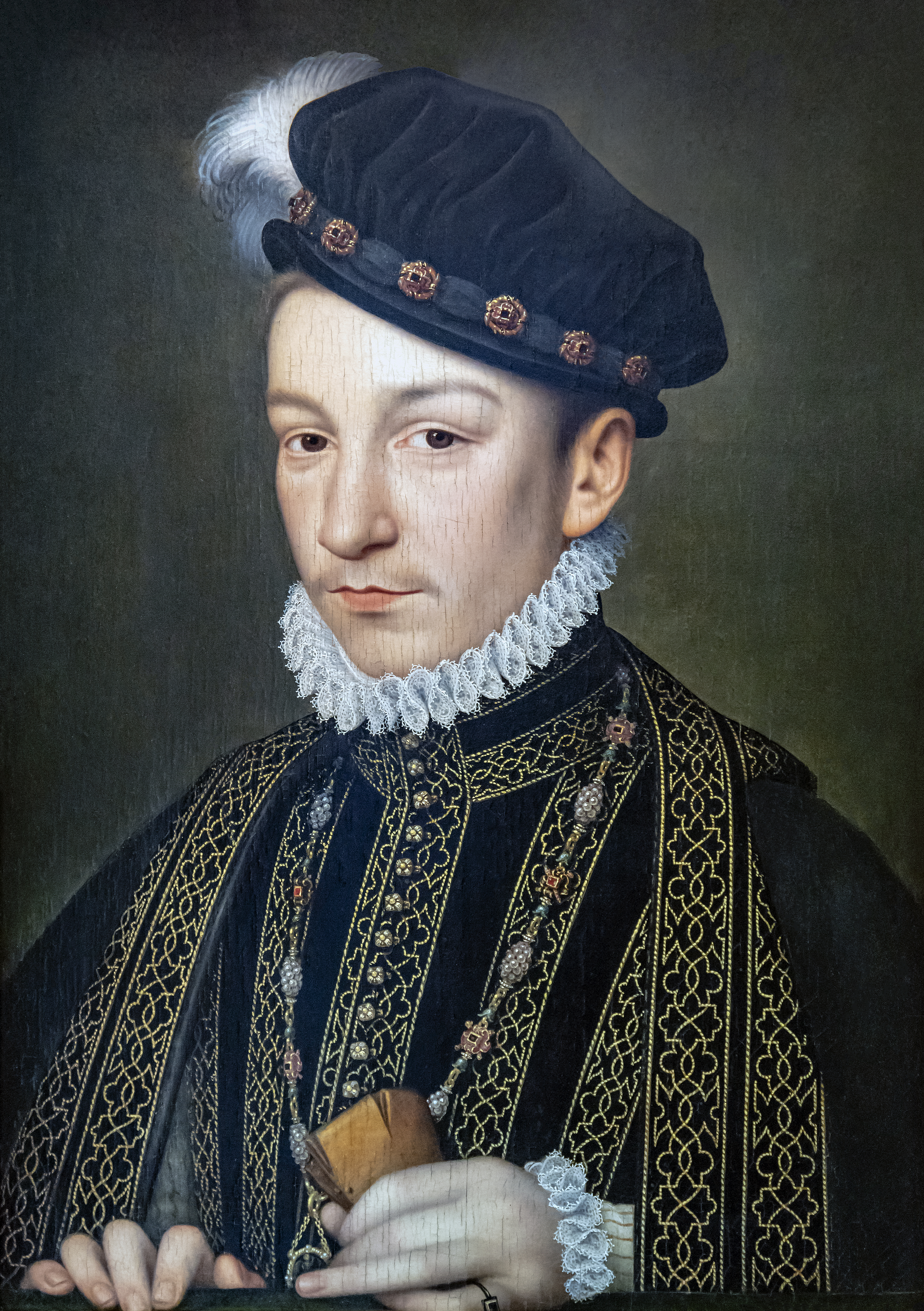
Carlos IX de Francia

Durante las guerras italianas que asolaron Europa en la primera mitad del siglo XVI, Inglaterra y Francia habían alternado alianzas con enfrentamientos. Agotados todos los contendientes por un gasto humano y económico excesivo, se avinieron a firmar la Paz de Cateau-Cambrésis de 1559, con la que este conflicto terminaría. 
En 1562 Inglaterra firmó el tratado de Hampton Court por el que Isabel I se comprometía a dar su ayuda a los hugonotes de Luis I de Borbón-Condé, durante la guerras de religión de Francia, en un intento por recuperar Calais, perdido durante la guerra anterior.

## Acuerdos
A la firma del tratado, celebrado el 11 de abril de 1564 en la ciudad francesa de Troyes, asistieron Nicholas Throckmorton y Thomas Smith, embajadores ingleses en Francia en representación de la reina Isabel I de Inglaterra y Jean de Morvilliers, obispo de Orleans, y Jacques Bourdin, secretario del rey, enviados por Catalina de Médici, regente de Francia durante la minoría de edad de Carlos IX. Los principales puntos acordados fueron:
- Compromiso de paz y no invasión.
- Asistencia mutua en caso de invasión por terceros países.
- Libertad de circulación y de comercio para los ciudadanos de ambos países en territorios de la otra parte firmante.
- Respeto mutuo a las naves.
- Negación de acogida en los puertos de ambos países a personas acusadas de rebeldía o traición a cualquiera de las dos coronas.
- Liberación de los presos de ambas partes habidos durante las guerras anteriores.
- La paz así acordada incluiría además al Sacro Imperio Romano Germánico, España, Escocia, Dinamarca, Suecia y el Ducado de Saboya.

## Repercusiones
A pesar de la declaración de buenas intenciones de ambos firmantes para con España, la firma del tratado, dando inicio a la colaboración anglo-francesa, provocaría los recelos de España, en un período en el que las relaciones entre esta e Inglaterra comenzaban a deteriorarse. En la década siguiente, durante el desarrollo de la guerra de Flandes en los Países Bajos, Inglaterra y Francia se aliarían contra España según el tratado de Blois de 1572.